# Gregoria fenestrata
Gregoria fenestrata is een zeeanemonensoort uit de familie Sagartiidae. De anemoon komt uit het geslacht Gregoria. Gregoria fenestrata werd in 1860 voor het eerst wetenschappelijk beschreven door Gosse. 